# Sanchez Watt
Herschel Oulio Sanchez Watt (14 tháng 2 năm 1991) là một tiền đạo người Anh. Hiện anh đang thi đấu cho Colchester United F.C..